# بلی دول
بلی دول (به بلغاری: Beli Dol) یک منطقهٔ مسکونی در بلغارستان است که در ایوالوفگراد واقع شده‌است.